# Lilla Holmevatten (Jörlanda socken, Bohuslän)
Lilla Holmevatten är en sjö i Stenungsunds kommun i Bohuslän och ingår i Göta älv-Bäveåns kustområde. Sjön är 7,7 meter djup, har en yta på 0,015 kvadratkilometer och är belägen 109 meter över havet.